# Liste der Kulturdenkmäler in Ratzert
In der Liste der Kulturdenkmäler in Ratzert sind alle Kulturdenkmäler der rheinland-pfälzischen Ortsgemeinde Ratzert aufgeführt. Grundlage ist die Denkmalliste des Landes Rheinland-Pfalz (Stand: 9. Februar 2023).

## Einzeldenkmäler
| Bezeichnung | Lage                          | Baujahr                  | Beschreibung                                                                                         | Bild |
| ----------- | ----------------------------- | ------------------------ | --- | ---- |
| Hofanlage   | Brubbach, Hauptstraße 9 Lage  | 18. oder 19. Jahrhundert | Streckhof; Fachwerkbau, 18. Jahrhundert, Wirtschaftsteil, teilweise massiv, 18. oder 19. Jahrhundert | BW   |
| Schulhaus   | Brubbach, Hauptstraße 12 Lage | 1930                     | ehemalige Schule; Krüppelwalmdachbau, Backsteingliederung, 1930                                      | BW   |